# Time of the Season
Time of the season és una cançó de The Zombies que apareix al seu àlbum del 1968 Odessey and Oracle. Va ser escrita pel teclista Rod Argent i gravada a Abbey Road Studios a l'agost de 1967.
Diverses altres cançons d’Odessey and Oracle van ser llançades com a senzills abans de Time of the Season, que va acabar tenint un gran èxit, sibretot fira del Regne Unit. Columbia Records va recolzar l'àlbum i els seus senzills a instàncies del nou representant del grup, Al Kooper.

## Recepció
El senzill Time of the Season va ser llençat inicialment amb la cançó I’ll Call You Mine a la Cara-B, però sense cap èxit. Després d’aquest fracàs es va llençar una nova versió amb la cançó Friends of Mine a la cara-B, que finalment va tenir èxit a l'inici de 1969, aconseguint el lloc número 3 al Billboard Hot 100 i número 1 al Canadà, més d'un any després la dissolució del grup.
Malgrat aquest èxit internacional, el senzill no va arribar a figurar a cap llista d'èxits musicals a Gran Bretanya, lloc natal de la banda, tot i que a mitjans de 1969 va aconseguir el lloc número 2 en les llistes d'èxits de Sud-àfrica.

## Característiques musicals
Les característiques de la cançó són la veu única del cantant principal Colin Blunstone, el riff de baix memorable de Chris White (que és similar al cop de Ben E. King a Stand By Me), i el ritme ràpid d’improvisació psicodèlica de Rod Argent.
La lletra és una representació arquetípica de les emocions que envolten l'estiu de l'amor. És famosa pel sistema de crida i resposta dels seus versos: «com et dius? (Et dius?) / Qui és el teu papi? (Qui és el teu papi?) / (El ric?) És ric com jo?», amb una durada d’uns cinquanta segons a la pista. Les versions originals, tant en so monoaural com en estèreo tenen respostes vocals.

## Reedicions
El 1998, trenta anys després de la sortida original del senzill, Big Beat Records va llançar una reedició en CD d’Odessey and Oracle que contenia tant les versions originals estèreo com monoaural de Time of the Season. També va incloure una versió alternativa recentment remesclada que contenia suport instrumental sota la veu durant tot el cor. Aquests suports instrumentals s'havien barrejat a les versions estèreo i mono original de 1968 per crear seccions vocals a cappella. L'outro, o pista final, també és diferent, amb un solo d'orgue diferent de l’original del 1968, fet amb només un orgue en lloc dels dos orgues intercalats a la mescla original.

## Ús a la cultura pop
Time of the Season s'utilitza amb freqüència a la cultura pop per representar l'època del seu llançament, l'apogeu de la psicodèlia. Apareix a les pel·lícules 1969, Awakenings, A Walk on the Moon i Riding the Bullet, totes les quals transcorren al 1969, The Conjuring, que representa el 1971, Cruella, que representa la Gran Bretanya dels anys 70, i a All the Money in the World, que representa el 1973. Cançons dels The Zombies, incloses Time of the Season i She's Not There, s'utilitzen intensament a Dear Wendy, de Thomas Vinterberg (2006). La cançó també va aparèixer a l'episodi de la segona temporada de South Park, "The Mexican Staring Frog of Southern Sri Lanka", durant un flashback a la Guerra del Vietnam, i en un altre flashback a Vietnam a l'episodi de la temporada 14, "201".